# 152320 Lichtenknecker
152320 Lichtenknecker este o planetă minoră (asteroid), cu un diametru de 5,107 km, din centura de asteroizi. A fost descoperită pe 27 octombrie 2005 la Ottmarsheim de Claudine Rinner. 
Obiectul prezintă o orbită caracterizată de o semiaxă mare de 3,0780304479024 UAi, o excentricitate de 0,11, o înclinație de 2,7 ° în raport cu ecliptica.